# Hesychoxenia praelonga
Hesychoxenia praelonga is een mosdiertjessoort uit de familie van de Thalamoporellidae. De wetenschappelijke naam van de soort is, als Membranipora praelonga, voor het eerst geldig gepubliceerd in 1890 door MacGillivray.